# Répceszentgyörgy
Répceszentgyörgy là một thị trấn thuộc hạt Vas, Hungary. Thị trấn này có diện tích 5,75 km², dân số năm 2010 là 108 người, mật độ 19 người/km².